# Coterillo
Coterillo es una localidad española del municipio de Ampuero, perteneciente a la comunidad autónoma de Cantabria.

## Geografía
Esta localidad está situada a 102 m s. n. m. y a 3 kilómetros de la capital municipal, Ampuero.

## Demografía
En 2023, la entidad singular de población de Coterillo tenía empadronados 20 habitantes, todos ellos en diseminado.